# Мазера (провінція Вербано-Кузіо-Оссола)
Мазера (італ. Masera, п'єм. Masera) — муніципалітет в Італії, у регіоні П'ємонт,  провінція Вербано-Кузіо-Оссола.
Мазера розташована на відстані близько 590 км на північний захід від Рима, 135 км на північ від Турина, 32 км на північний захід від Вербанії.
Населення — 1556 осіб (2014).
Щорічний фестиваль відбувається 11 листопада. Покровитель — святий Мартин.

## Демографія
Населення за роками:

Станом на 1 січня 2023 року в муніципалітеті офіційно проживало 58 іноземців з 16 країн, серед них 20 громадян країн Євросоюзу та 18 громадян України.

## Сусідні муніципалітети
- Креволадоссола
- Домодоссола
- Друоньо
- Монтекрестезе
- Санта-Марія-Маджоре
- Тронтано